# 临夏回族自治州
临夏回族自治州，简称临夏州，古称枹罕、河州，是中华人民共和国甘肃省下辖的自治州，位于甘肃省中部，黄河上游。州境北临兰州市，东界定西市，南邻甘南州，西毗青海省海东市。地处黄土高原与青藏高原交界，地貌多为山地丘陵，地势自西南向东北递降。黄河、洮河、大夏河、广通河等流贯境内。全州总面积7,331平方公里，人口201.21万，汉族人口比例约40%，回族人口比例约32%，州人民政府驻临夏市。首府临夏市是古代丝绸之路、唐蕃古道的重镇，明代四大茶马司之一，有“河湟雄镇”之称。

## 历史
秦代置枹罕县，属陇西郡，治所在今临夏县韩集镇双城。西汉始元六年（前81年），改属金城郡。东汉建武十二年（36年），撤金城郡，枹罕县改属陇西郡。西晋太康二年（281年），废枹罕县，立枹罕护军。永嘉年间，枹罕县属晋兴郡。十六国前凉太元二十一年（344年），析凉州新置河州，州、郡均治枹罕。后境地分別为前秦、西秦、后秦、西夏、北魏、西魏、北周统治。

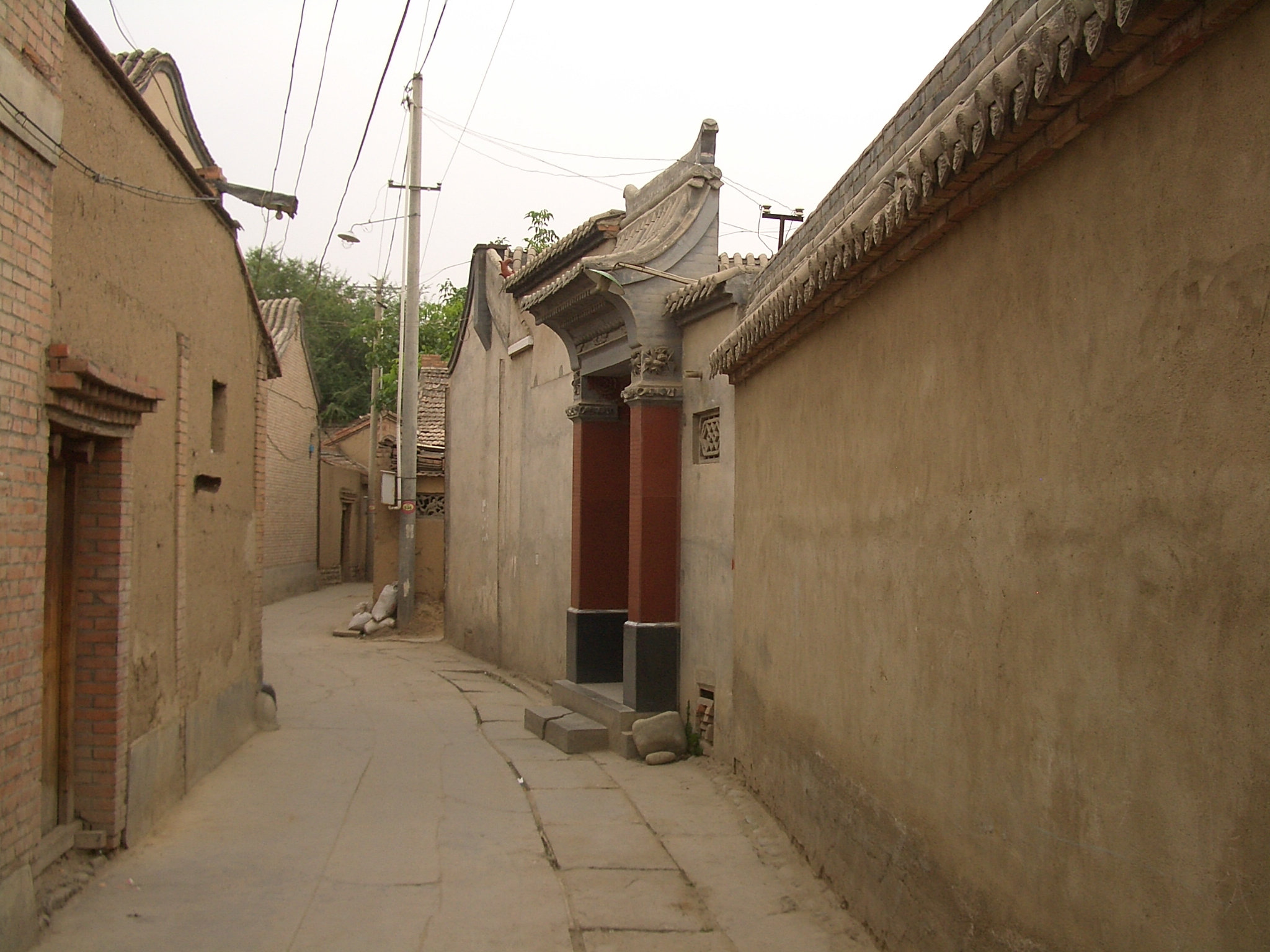
傳統民居

隋开皇三年（583年）废枹罕县入河州。大业三年（607年），河州改枹罕郡。唐朝武德元年（618年），复置枹罕县，为河州治所。天宝元年（742年），改河州为安乡郡。宝应元年（762年），安乡郡为吐蕃所占。

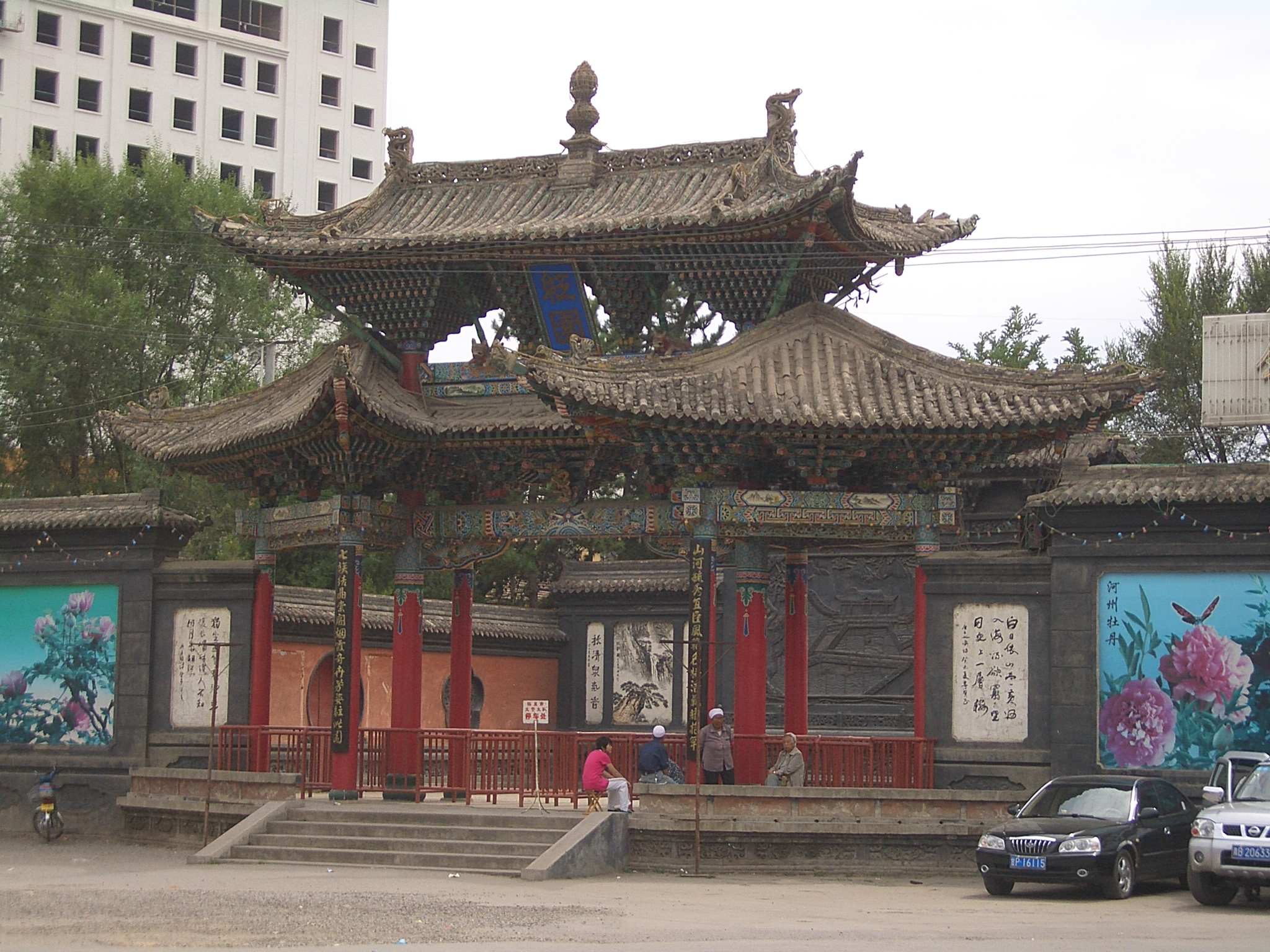
紅園的大門

北宋熙宁六年（1073年），大将王韶收复河州，复置枹罕县，属熙河路。熙宁九年（1076年）省枹罕县入安乡县。金朝天会九年（1131年），河州为金所据。皇统二年（1142年），移州治至枹罕城。贞元二年（1154年）复置枹罕县，为河州治。大定二十七年（1187年），枹罕县改属临洮路。成吉思汗二十一年（1227年），蒙古军攻占河州。元朝至元六年（1269年）省枹罕县入安乡县。明朝洪武四年（1371年），置河州卫。
清朝乾隆年间，苏四十三反清，是为第一次河煌事变。同治元年（1862年），中国西北地区发生同治陕甘回乱。回民、撒拉族等穆斯林与汉民之间相互仇杀，战乱持续十余年，终被清政府镇压。其中，河州莫尼沟阿訇马占鳌起兵反清，即第二次河湟事变。1872年，马占鳌率众归降朝廷，奠定了河州马家军崛起的基础，终成为民国时期实际控制甘肃、宁夏、青海等地的地方军阀。光绪二十一年（1895年），第三次河湟事变。
民国二年（1913年），改设导河县，属兰山道。1927年，废道改区，属兰山区。1928年，马仲英反叛，引发第四次河湟事变。民国18年（1929年），改称临夏县。民国33年（1944年），属甘肃省临夏行政督察专员公署，仍辖临夏、临洮、宁定、和政、永靖、夏河等6县。1936年5月，改临夏行政督察专员公署为甘肃省第五区行政督察专员公署，将临洮县划归第一行政督察区。1939年4月，将夏河县划归第一行政督察区。1940年，改康乐设治局为康乐县。
1949年8月，陕甘宁边区人民政府发布第120号命令，设立临夏行政督察专员公署，辖临夏、临洮、洮沙（治今临洮县太石镇）、宁定（治今广河县城关镇）、和政、康乐、永靖、夏河等8县。1949年8月下旬，中国人民解放军第一野战军第一兵团解放临夏地区。1949年9月初，在临夏县成立洮西行政督察专员公署，辖上述8县。1949年9月下旬，改洮西专区为临夏专区；将临洮县划归新设的临洮专区。
1950年5月，洮沙县划归临洮专区，夏河县改由省直辖；将岷县分区的临潭县划归临夏分区。以临夏县东乡以及永靖、和政、宁定等县部分地区设立东乡自治区（县级）。1950年6月，析临夏县城区置临夏市（县级），临夏县由城区迁驻韩家集。1950年9月，改临夏行政督察专员公署为临夏分区专员公署。
1953年，临夏市改由省直辖；宁定县改设广通回族自治区（县级）；临潭县划归甘南藏族自治区；10月东乡自治区改为东乡族自治区。
1955年7月，东乡族自治区改名东乡族自治县；广通回族自治区改名广通回族自治县。1956年11月，撤销临夏专区，设立临夏回族自治州。辖临夏市和临夏、和政、永靖、康乐4县及东乡族自治县、广通回族自治县。寻改广通回族自治县为广通县。
1957年，广通县改称广河县。1958年，永靖、临夏2县并入临夏市；广河、康乐2县并入和政县，1961年恢复。1973年12月，甘肃省报告国务院：撤销临夏市，并入临夏县，临夏县由韩家集迁驻城关镇（今临夏市城区）。1980年6月，国务院批准：析临夏县西北部置积石山保安族东乡族撒拉族自治县。1983年8月，国务院批准：恢复临夏市（县级），以临夏县的城关镇和城关、南龙、折桥、枹罕4个公社为临夏市的行政区域。临夏县迁驻韩家集（第三次）。

## 地理

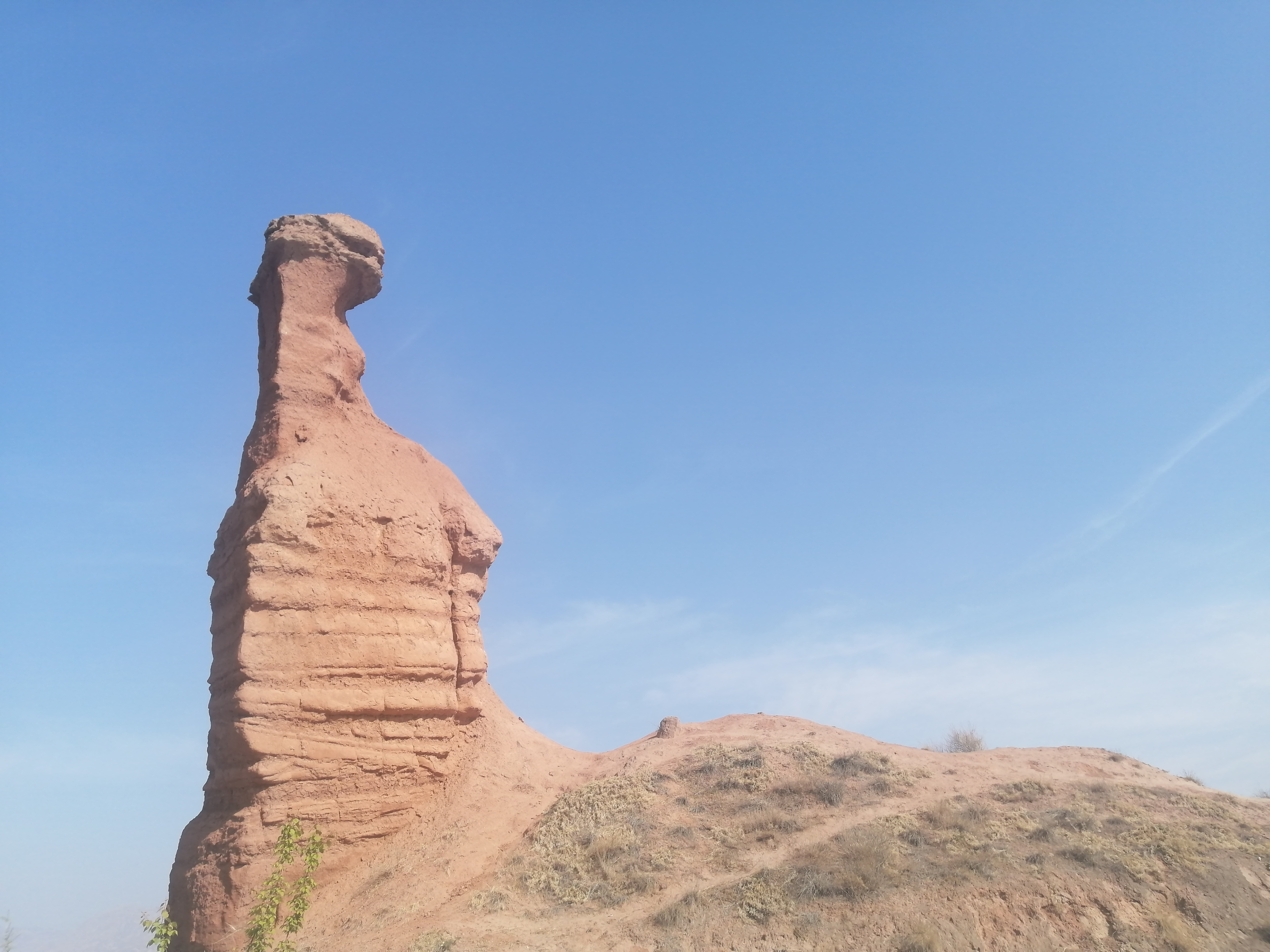
刘家峡水库邊东乡族自治县境內的丹霞地貌，為临夏地质公园一部分

临夏州位于甘肃中部，省会兰州以南，西为青海省边界，南面是甘南藏族自治州，东邻定西市。地形以高原、山区、丘陵区为主。平均海拔2000米以上。黄河贯穿西北部，在永靖县刘家峡前形成刘家峡水库。黄河主要支流——大夏河和洮河从邻近的甘南州流向刘家峡水库。洮河亦是临夏州与定西市的一部分边界。全年平均气温为8℃，无霜期155天，为温带半干旱气候，年均降水量只有442毫米。
| 1981–2010年间临夏市的平均气象数据 | 1981–2010年间临夏市的平均气象数据 | 1981–2010年间临夏市的平均气象数据 | 1981–2010年间临夏市的平均气象数据 | 1981–2010年间临夏市的平均气象数据 | 1981–2010年间临夏市的平均气象数据 | 1981–2010年间临夏市的平均气象数据 | 1981–2010年间临夏市的平均气象数据 | 1981–2010年间临夏市的平均气象数据 | 1981–2010年间临夏市的平均气象数据 | 1981–2010年间临夏市的平均气象数据 | 1981–2010年间临夏市的平均气象数据 | 1981–2010年间临夏市的平均气象数据 | 1981–2010年间临夏市的平均气象数据 |
| 月份                              | 1月                               | 2月                               | 3月                               | 4月                               | 5月                               | 6月                               | 7月                               | 8月                               | 9月                               | 10月                              | 11月                              | 12月                              | 全年                              |
| --------------------------------- | --------------------------------- | --------------------------------- | --------------------------------- | --------------------------------- | --------------------------------- | --------------------------------- | --------------------------------- | --------------------------------- | --------------------------------- | --------------------------------- | --------------------------------- | --------------------------------- | --------------------------------- |
| 平均高温 °C（°F）                 | 1.7 (35.1)                        | 4.9 (40.8)                        | 10.2 (50.4)                       | 16.7 (62.1)                       | 20.7 (69.3)                       | 23.5 (74.3)                       | 25.8 (78.4)                       | 24.8 (76.6)                       | 19.9 (67.8)                       | 14.4 (57.9)                       | 8.7 (47.7)                        | 3.2 (37.8)                        | 14.5 (58.2)                       |
| 日均气温 °C（°F）                 | −6.3 (20.7)                       | −2.5 (27.5)                       | 3.1 (37.6)                        | 9.2 (48.6)                        | 13.6 (56.5)                       | 16.6 (61.9)                       | 18.6 (65.5)                       | 17.8 (64.0)                       | 13.4 (56.1)                       | 7.5 (45.5)                        | 1.1 (34.0)                        | −4.6 (23.7)                       | 7.3 (45.1)                        |
| 平均低温 °C（°F）                 | −12.0 (10.4)                      | −8.0 (17.6)                       | −2.2 (28.0)                       | 3.0 (37.4)                        | 7.3 (45.1)                        | 10.4 (50.7)                       | 12.6 (54.7)                       | 12.3 (54.1)                       | 8.8 (47.8)                        | 2.8 (37.0)                        | −3.8 (25.2)                       | −10.0 (14.0)                      | 1.8 (35.2)                        |
| 平均降水量 mm（）                 | 3.6 (0.14)                        | 5.3 (0.21)                        | 16.8 (0.66)                       | 32.4 (1.28)                       | 61.0 (2.40)                       | 72.1 (2.84)                       | 92.8 (3.65)                       | 101.2 (3.98)                      | 72.2 (2.84)                       | 37.7 (1.48)                       | 4.1 (0.16)                        | 2.0 (0.08)                        | 501.2 (19.72)                     |
| 平均相對濕度（％）                | 59                                | 57                                | 59                                | 57                                | 63                                | 70                                | 74                                | 75                                | 79                                | 78                                | 69                                | 63                                | 67                                |
| 来源：中国气象局                  |                                   |                                   |                                   |                                   |                                   |                                   |                                   |                                   |                                   |                                   |                                   |                                   |                                   |

## 政治

### 现任领导

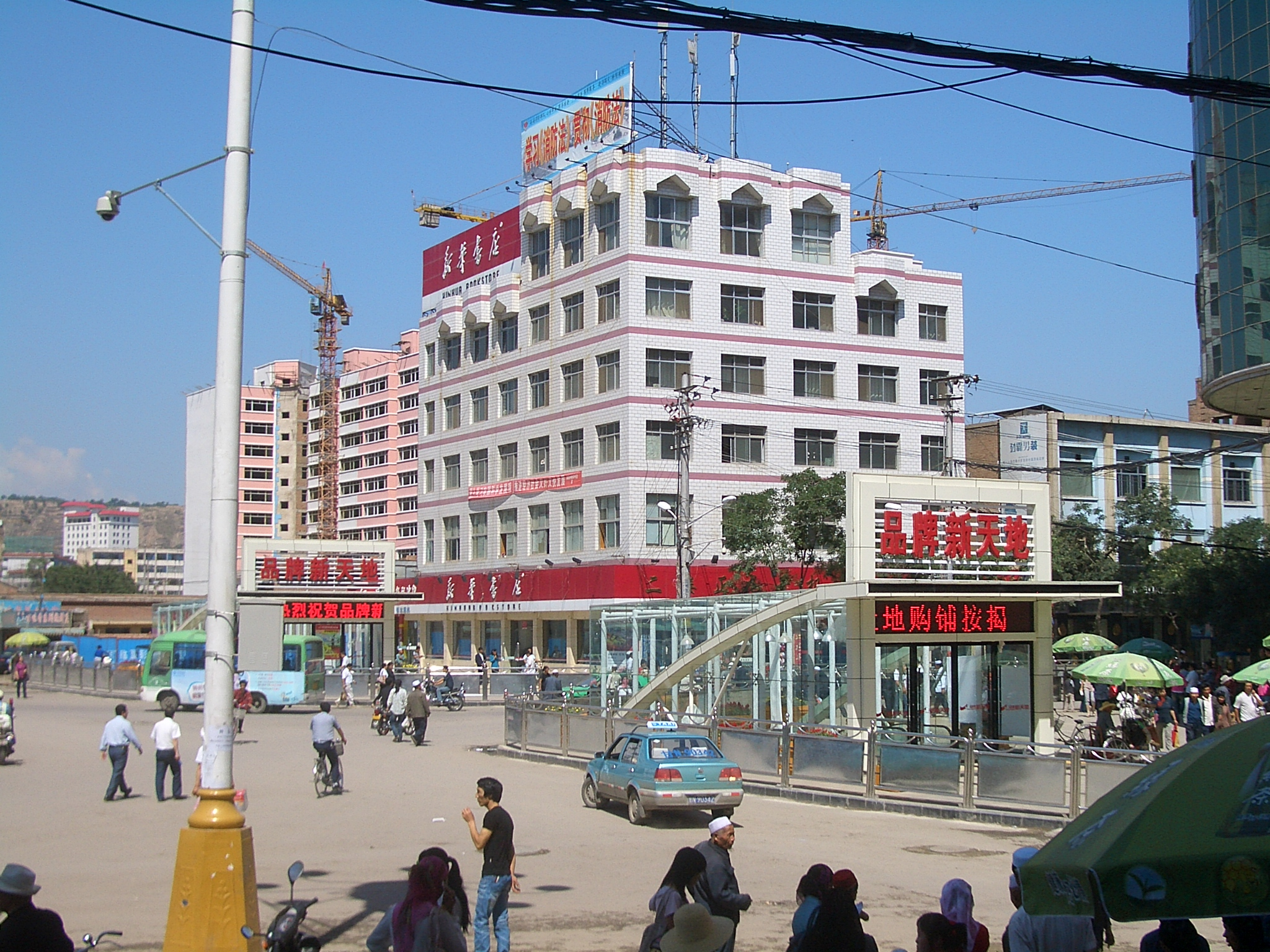
临夏新華書店

| 机构     | · 中国共产党 · 临夏回族自治州 · 委员会 | 临夏回族自治州 人民代表大会 常务委员会 | 临夏回族自治州 人民政府 | · 中国人民政治协商会议 · 临夏回族自治州 · 委员会 | 临夏回族自治州 监察委员会 |
| 职务     | 书记                                   | 主任                                   | 州长                    | 主席                                             | 主任                      |
| -------- | -------------------------------------- | -------------------------------------- | ----------------------- | ------------------------------------------------ | ------------------------- |
| 姓名     | 李海默                                 | 刘富祯                                 | 何东                    | 张志军                                           | 郭海泉                    |
| 民族     | 汉族                                   | 回族                                   | 回族                    | 汉族                                             | 汉族                      |
| 籍贯     | 甘肃省环县                             | 甘肃省会宁县                           | 甘肃省徽县              | 甘肃省环县                                       | 甘肃省天水市              |
| 出生日期 | 1968年7月（56歲）                      | 1965年8月（59歲）                      | 1967年9月（57歲）       | 1966年7月（58歲）                                | 1968年5月（56歲）         |
| 就任日期 | 2023年10月                             | 2021年12月                             | 2021年7月               | 2021年12月                                       | 2021年9月                 |

### 行政区划
临夏州下辖1个县级市、5个县、2个自治县。
- 县级市：临夏市（州府）
- 县：临夏县、康乐县、永靖县、广河县、和政县
- 自治县：东乡族自治县、积石山保安族东乡族撒拉族自治县

## 人口
根据2020年第七次全国人口普查，全州常住人口为2,109,750人。同第六次全国人口普查的1,946,677人相比，十年共增加了163,073人，增长8.38%，年平均增长率为0.81%。其中，男性人口为1,056,107人，占总人口的50.06%；女性人口为1,053,643人，占总人口的49.94%。总人口性别比（以女性为100）为100.23。0－14岁的人口为595,321人，占总人口的28.22%；15－59岁的人口为1,228,010人，占总人口的58.21%；60岁及以上的人口为286,419人，占总人口的13.58%，其中65岁及以上的人口为213,638人，占总人口的10.13%。居住在城镇的人口为775,371人，占总人口的36.75%；居住在乡村的人口为1,334,379人，占总人口的63.25%。

### 民族
全州常住人口中，汉族人口为791,321人，占37.51%；各少数民族人口为1,318,429人，占62.49%。与2010年第六次全国人口普查相比，汉族人口增加18,449人，增长2.39%，占总人口比例下降2.19个百分点；各少数民族人口增加144,624人，增长12.32%，占总人口比例增加2.19个百分点。其中，回族人口增加71,784人，增长11.67%，占总人口比例增加0.96个百分点；东乡族人口增加62,039人，增长12.26%，占总人口比例增加0.93个百分点；保安族人口增加1,995人，增长11.19%，占总人口比例增加0.02个百分点；土族人口增加3,021人，增长21.82%，占总人口比例增加0.09个百分点；撒拉族人口增加1,817人，增长14.44%，占总人口比例增加0.04个百分点。
临夏是个多元民族、宗教的地方，回族占境内的人口约三分之一。信奉伊斯兰教的民族包括回族、东乡族、保安族、撒拉族等，占全州人口超过一半。另外还有土族、藏族等少数民族。
| 民族名称                | 汉族    | 回族    | 东乡族  | 保安族 | 土族   | 撒拉族 | 藏族  | 土家族 | 满族 | 蒙古族 | 其他民族 |
| ----------------------- | ------- | ------- | ------- | ------ | ------ | ------ | ----- | ------ | ---- | ------ | -------- |
| 人口数                  | 791,321 | 686,689 | 568,015 | 19,829 | 16,865 | 14,402 | 9,938 | 1,253  | 334  | 284    | 820      |
| 占总人口比例（%）       | 37.51   | 32.55   | 26.92   | 0.94   | 0.80   | 0.68   | 0.47  | 0.06   | 0.02 | 0.01   | 0.04     |
| 占少数民族人口比例（%） | －      | 52.08   | 43.08   | 1.50   | 1.28   | 1.09   | 0.75  | 0.10   | 0.03 | 0.02   | 0.06     |

## 经济建设

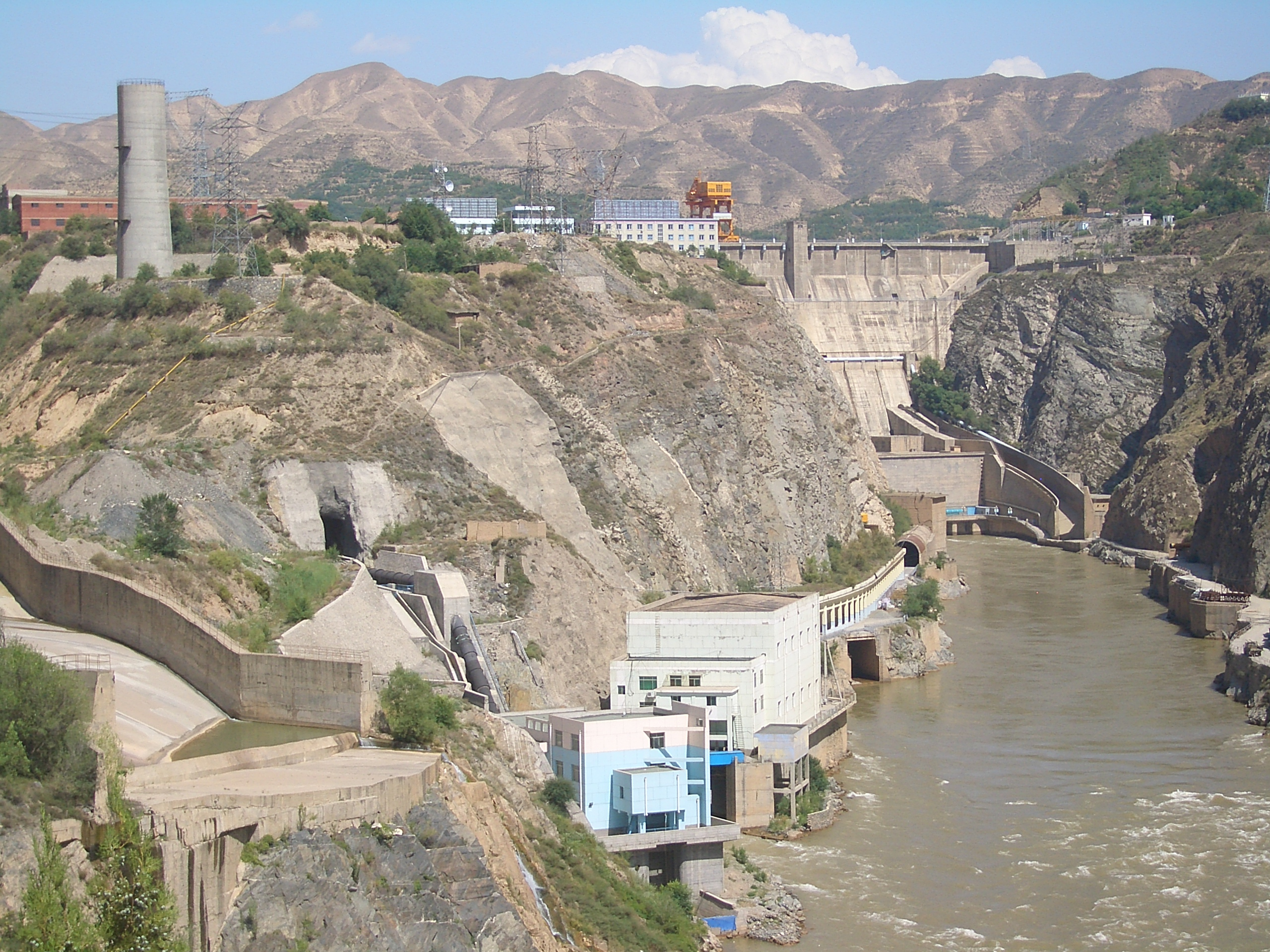
刘家峡水电站

临夏州是全国最贫困的地区之一，全州除首府临夏市外，其余县份均为国家级贫困县。2010年，全州人均生产总值5441元，约804美元，东乡族自治县更只有2785元，即411美元。
2015年，全州生产总值211.41亿元，比上年增长9.0%。其中，第一产业增加值36.14亿元，比上年增长5.9%；第二产业增加值44.83亿元，比上年增长11.1%；第三产业增加值130.44亿元，比上年增长8.9%。
- 刘家峡水电站位于永靖县境内黄河干流上，是当时亚洲第一座百万千瓦级大型水电站。始建于1958年9月，1974年12月竣工。原中共中央总书记、国家主席胡锦涛和夫人刘永清曾亲身参与刘家峡水电站的建设。

## 交通
213国道穿越南北，通过永靖县、东乡族自治县、临夏市、临夏县。兰青铁路在州境北部永靖县经过。
S2兰郎高速经过广河县、和政县、临夏县、临夏市。另境内还有 乌玛高速、临大高速、S34双达高速。

## 著名景点

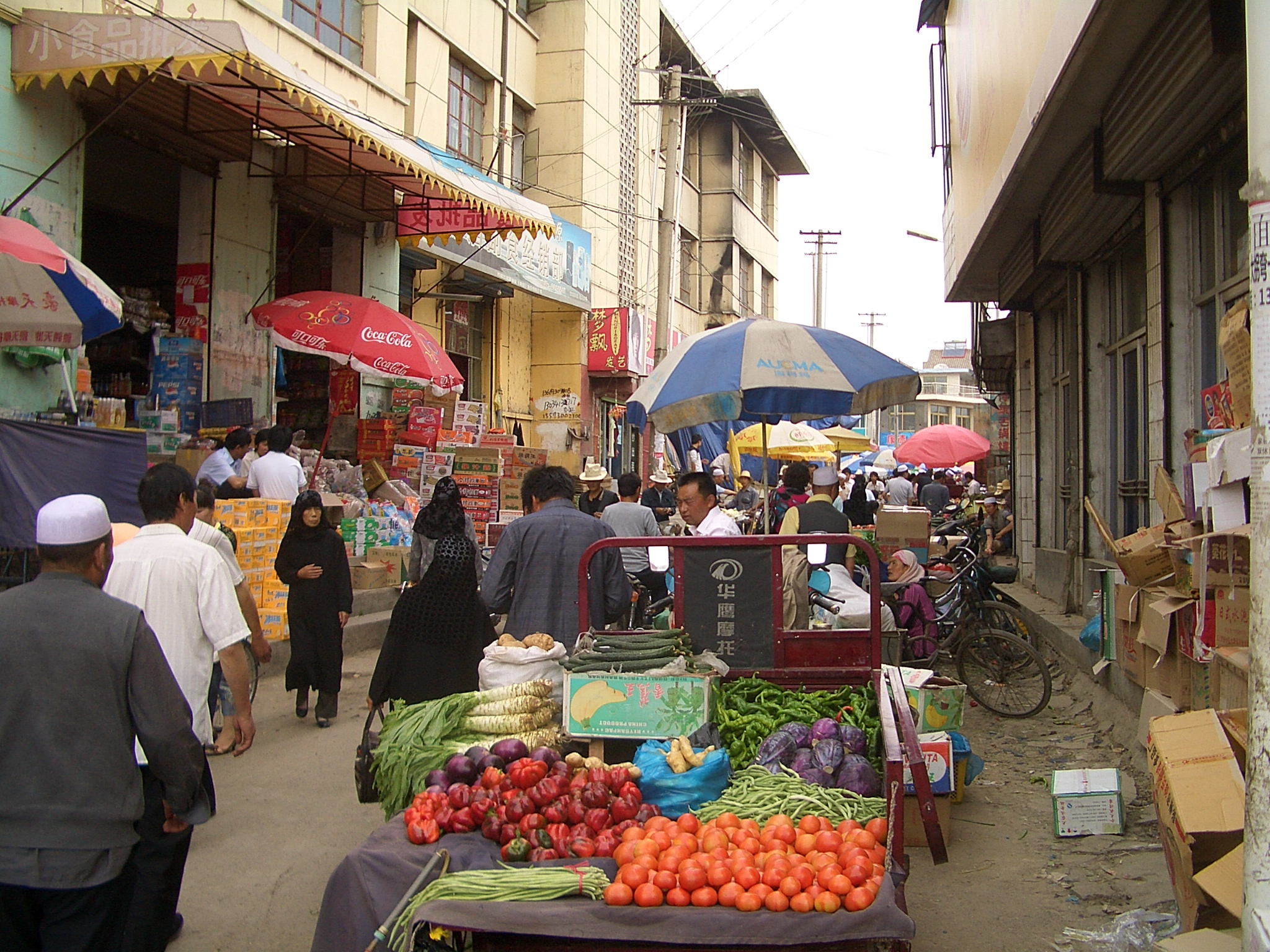
临夏市场

- 炳灵寺石窟——位于永靖县积石山大寺沟西侧的崖壁上。西晋初年开凿在黄河北岸大寺沟的峭壁之上，正式建立于西秦建弘元年（420年），明朝永乐后称炳灵寺。
- 八坊十三巷——位于临夏市主城区，是一片具有回族民族特色的历史文化街区，国家4A级旅游景区，被称为民族建筑艺术“大观园”、“甘肃新地标”和临夏文化旅游新名片。
- 临夏南关大寺——伊斯兰教清真寺，位于临夏市南门广场，是甘肃规模较大，历史较悠久的清真寺。
- 临夏老华寺——伊斯兰教清真寺，亦称大华寺，位于临夏市华寺街。始建于1368年，距今已经有600多年的历史，为甘肃规模较大、历史较久远的清真寺。
- 临夏东关大清真寺
- 临夏万寿观

### 全国重点文物保护单位
- 炳靈寺石窟
- 齐家坪遗址
- 林家遗址
- 半山遺址
- 新庄坪遗址
- 边家林遗址
- 临夏东公馆与蝴蝶楼

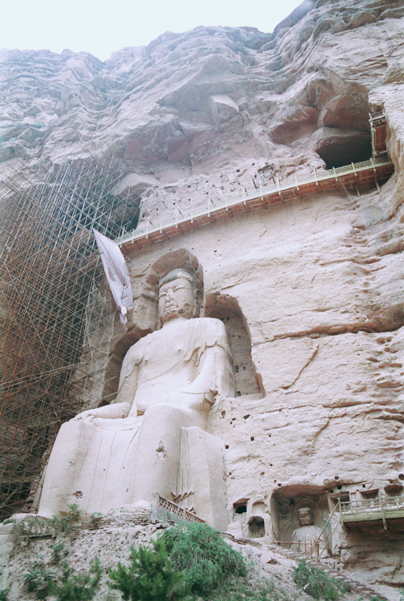
炳灵寺石窟
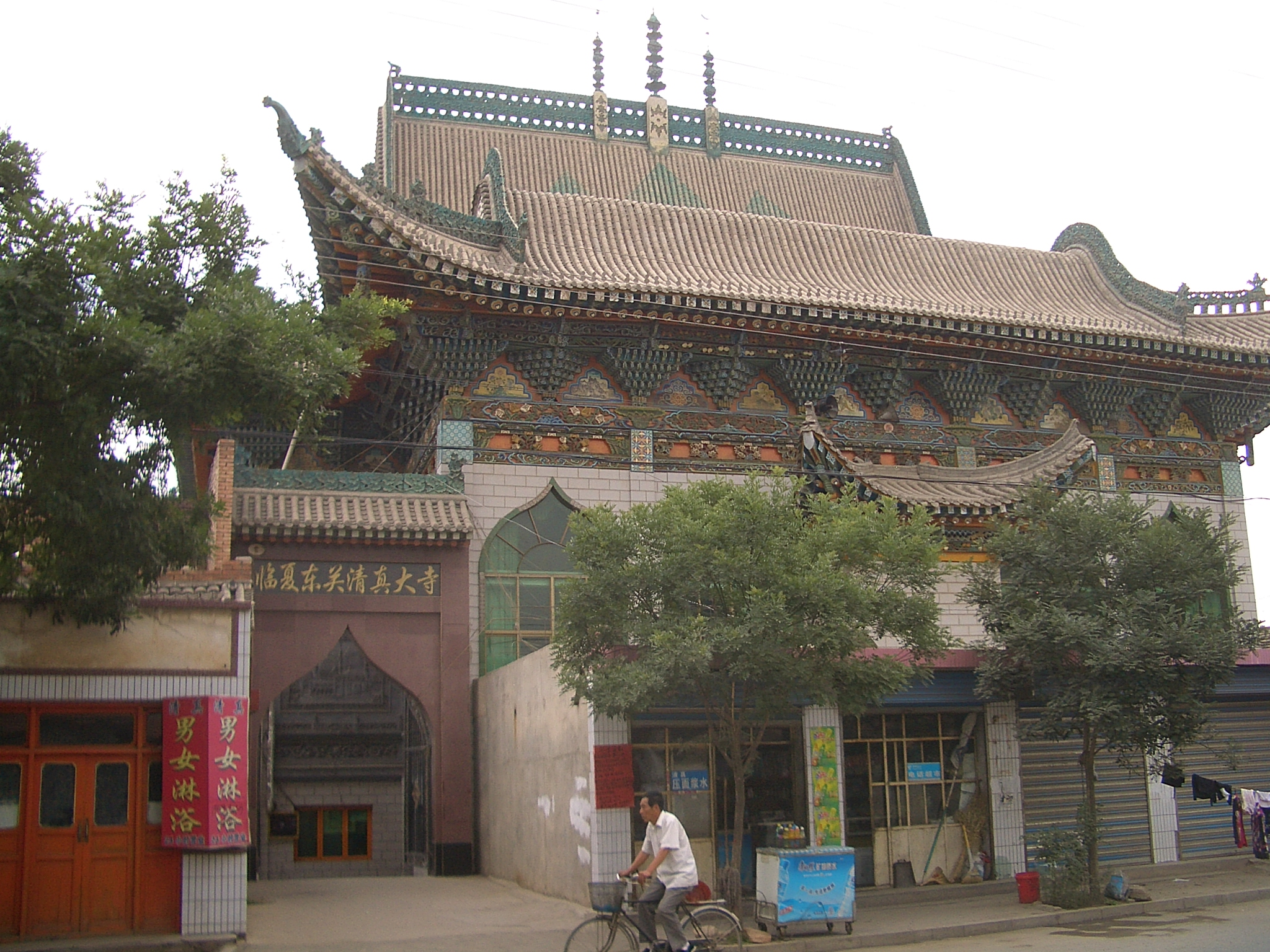
临夏市东关大清真寺
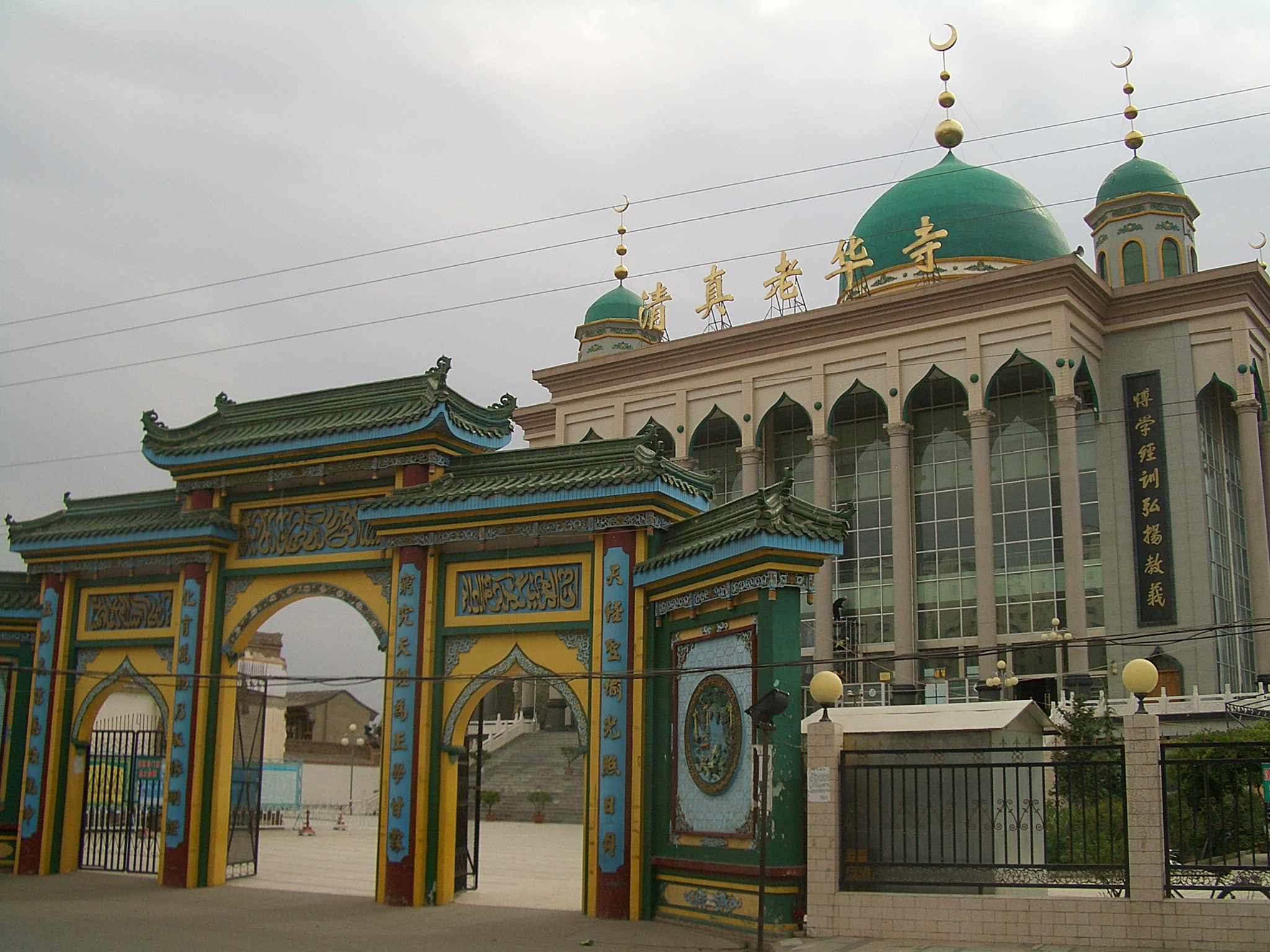
临夏市老华寺
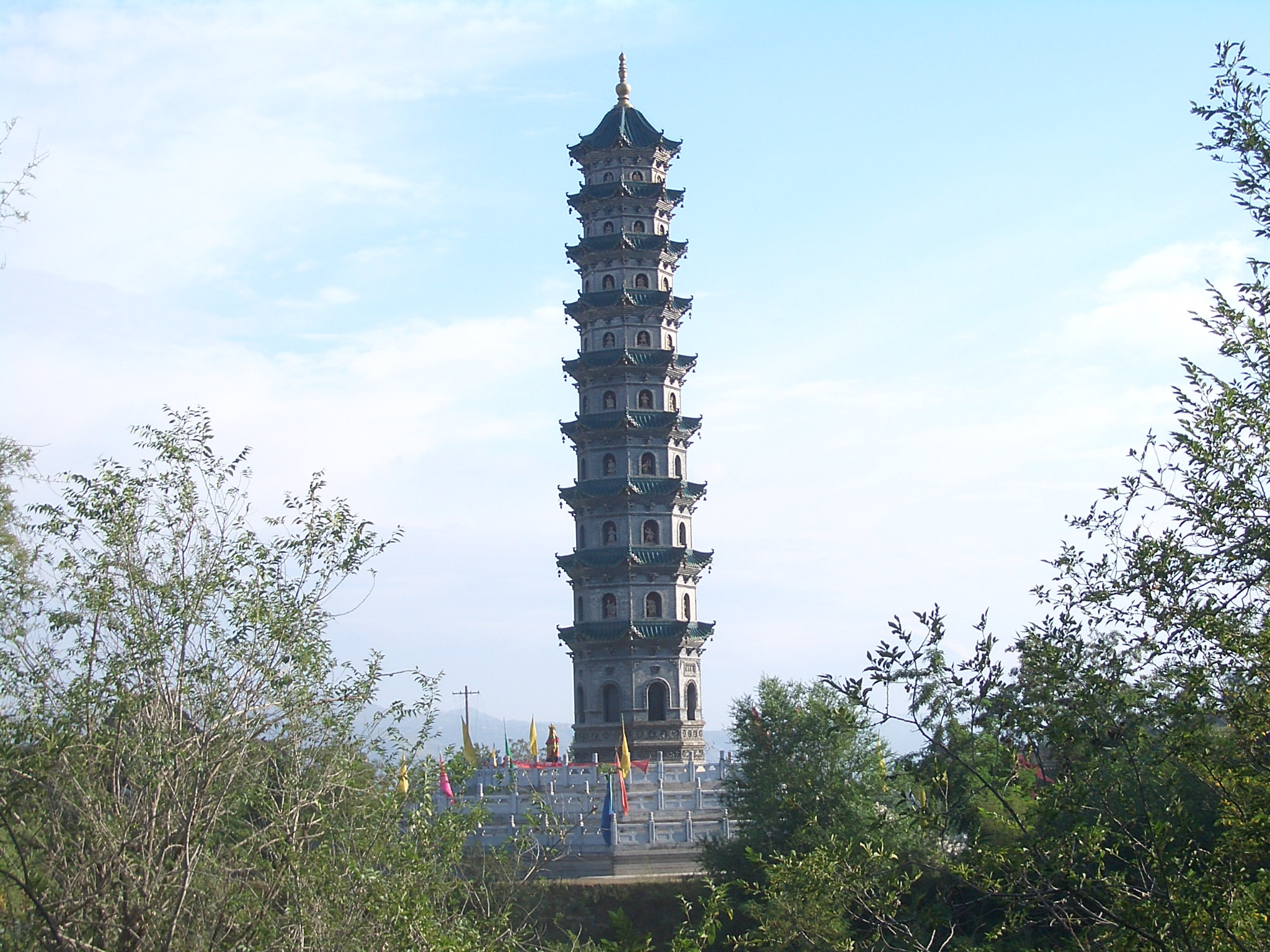
临夏万寿观
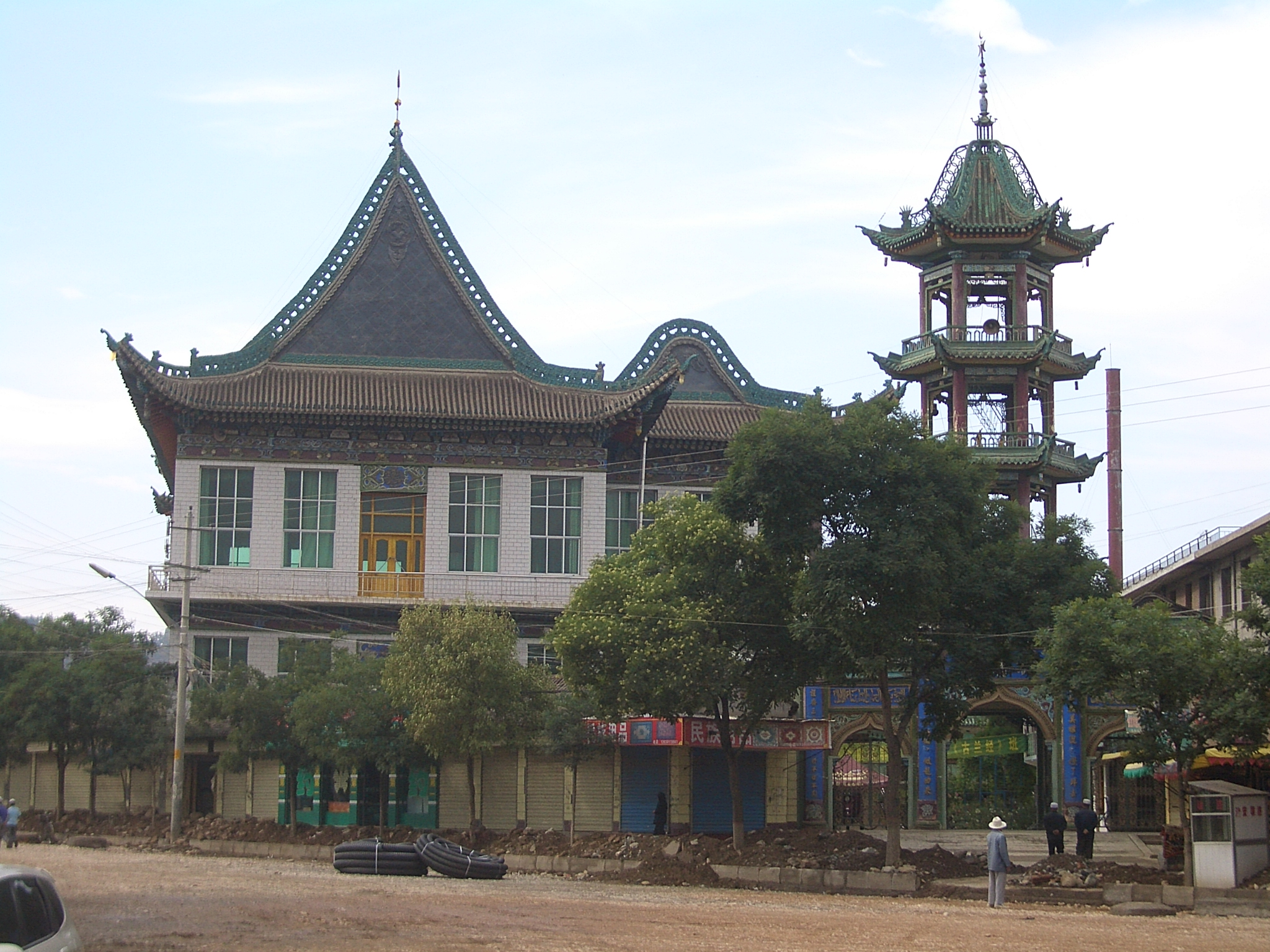
临夏城郊清真寺

## 教育
- 临夏现代职业学院
- 甘肃省临夏中学